# Малый Мочегай
Малый Мочегай — река в России, протекает по территории Оренбургской области.

## География и гидрология
Малый Мочегай — правобережный приток реки Мочегай, её устье находится в 46 километрах от устья реки Мочегай. Длина реки составляет 38 километров. Площадь водосборного бассейна — 426 км².
Малый Мочегай имеет несколько притоков, самые крупные из которых правобережные — Узелинка, Улькин, Чишмабаш.

## Данные водного реестра
По данным государственного водного реестра России относится к Нижневолжскому бассейновому округу, водохозяйственный участок реки — Большой Кинель от истока и до устья, без реки Кутулук от истока до Кутулукского гидроузла. Речной бассейн реки — Волга от верхнего Куйбышевского водохранилища до впадения в Каспий.
Код объекта в государственном водном реестре — 11010000812112100007916.